# Centro addestramento alpino - Reparto attività sportive
Il Reparto attività sportive (RAS) invernali del Centro Sportivo Esercito ha sede presso la caserma "Perenni" di Courmayeur, supervisorato dal Centro addestramento alpino di Aosta.
Il RAS non si occupa solamente delle discipline sportive, ma è composto anche dalla Sezione sci alpinistica (SSA) della quale fa parte il Gruppo militare di alta montagna (GMAM) che si occupano dell'addestramento nel settore alpinistico.

## Gli inizi
La squadra dell'esercito aprì i battenti nel 1934, quando la sede era ancora ad Aosta, dove nacque il nucleo pre-olimpico, con lo scopo di preparare gli atleti italiani che parteciperanno ai IV Giochi olimpici invernali a Garmisch-Partenkirchen nel 1936. A sorpresa ci fu la vittoria nella gara a Pattuglia militare (predecessore del Biathlon) dove la squadra azzurra costituita dagli alpini Enrico Silvestri,  Luigi Perenni,  Sisto Scilligo e  Stefano Sertorelli arrivò davanti a Svezia e Finlandia.

## Discipline
Le discipline praticate si suddividono in diverse Federazioni:
- Federazione Italiana Sport Invernali:
  - biathlon;
  - Salto con gli sci;
  - Sci alpinismo;
  - sci alpino;
  - sci di fondo;
  - Ski cross;
  - Sci d'erba;
  - Skiroll;
  - slittino;
  - snowboard (alpino e boardercross);
- Federazione Italiana Sport del Ghiaccio:
  - Short track;
- Federazione Italiana Arrampicata Sportiva:
  - Lead
  - Boulder;
  - Speed;
- Federazione Italiana Triathlon:
  - Winter triathlon;

## Sportivi importanti
Gli atleti del Centro Sportivo Esercito non hanno mancato di distinguersi in tutte le discipline sportive estive ed invernali, come nei Giochi olimpici e nei Campionati mondiali ed europei delle varie specialità.
Hanno militato e militano nel Centro Sportivo Esercito atleti come:

### Biathlon
- Karin Oberhofer: doppia medaglia di bronzo olimpica a Soči 2014;
- Dominik Windisch: doppia medaglia di bronzo olimpica a Pyeongchang 2018;

### Pattinaggio su ghiaccio
- Mirko Vuillermin: medaglia d'oro e d'argento olimpica a Lillehammer 1994;
- Lucia Peretti: medaglia d'argento olimpica a Pyeongchang 2018;
- Mara Zini: medaglia di bronzo olimpica a Torino 2006;
- Katia Zini: medaglia di bronzo olimpica a Torino 2006;

### Sci alpino
- Gianfranco Martin: medaglia d'argento olimpica a Albertville 1992;
- Giuliano Razzoli: medaglia d'oro olimpica a Vancouver 2010;

### Sci alpinismo
- Robert Antonioli: pluricampione mondiale di Sci alpinismo;
- Damiano Lenzi: pluricampione mondiale di Sci alpinismo;
- Matteo Eydallin: pluricampione mondiale di Sci alpinismo;

### Sci nordico
- Marco Albarello:

### Snowboard
- Michela Moioli: medaglia d'oro olimpica a Pyeongchang 2018;

## Palmarès
Dalla fondazione gli atleti dell'Esercito hanno conquistato oltre:
- 16 medaglie ai Giochi olimpici invernali
- 19 titoli Mondiali
- 80 podi in competizioni di Coppa del Mondo
- 7 coppe del Mondo assolute
- 48 podi in Coppa Europa
- 10 titoli europei
- 60 titoli italiani